# 速報!今日の高校野球
速報!今日の高校野球（そくほう きょうのこうこうやきゅう）は千葉テレビ放送で2013年まで毎年、全国高等学校野球選手権千葉大会期間中に放送されていたスポーツニュース番組である。

## 概要
毎年生放送で、当日行われた試合の結果を速報ベースで伝えている。また、当番組には出場校の選手・応援団・OB等が生出演することが可能である（深夜帯前に放送される『高校野球ダイジェスト』では人は入れていない）。
2014年からは、夕方の速報番組を『高校野球全力応援TV ガチファン』としてリニューアルすることになったため、2013年の放送が最後となった。なお、2012年から当番組を担当しているトミドコロは、『ガチファン』にも続投することになった。
テーマソングはALLOVERの『世界でイチバン夏が好き』が使用され、こちらは後身番組でも使用され、高校野球中継の間にも流されていた。

## 歴代キャスター
役職は担当時。

### 2013年（番組終了時）のキャスター
- トミドコロ（2012年 - 2013年、千葉県出身の元高校球児）
スタジオに生出演した人の中から特徴のあった1名に「今日のトミドコロ賞」を授与（プレゼントは、番組でキャスターが着用しているTシャツ）。
前述のとおり、『ガチファン』にも継続出演する。
- 谷岡恵里子（2013年、元チバテレアナウンサー）
チバテレアナウンサー時代は、当番組および『高校野球ダイジェスト』へは出演しておらず、野球中継内での応援FAX読み上げにのみ出演していた。

### 過去のキャスター
- 木村佳那子（チバテレアナウンサー、2012年）
- 石田浩子（チバテレアナウンサー、2012年）
木村・石田は日替わり出演で、トミドコロのアシスタントを務めていた。
- 庄司こなつ[2]（2008年 - 2011年）
以前にも、『高校野球ダイジェスト』に出演歴がある。
- 高校野球の実況を担当するフリーアナウンサー（西達彦、小笠原聖、黒沢幸司など、2011年まで）
フリーアナウンサーは日替わり出演。
- 上原風馬（2007年まで）
2008年から2012年まで『高校野球ダイジェスト』を担当

## セット
- 2010年までは、チバテレ本社1階ロビーに机・応援FAXや写真を飾る簡易的なボードが設置されていた。
- 2011年は『ハピはぴ・モーニング〜ハピモ〜』で使用しているオープンセットを基本的にそのまま使用している。これは『高校野球ダイジェスト』でも同様である（詳細はこちらを参照）。『高校野球ダイジェスト』同様、写真や飾り物の受付は行わなくなり、その代わりにフリップボードにメッセージを書いて紹介するようになった。
- 2012年は『高校野球ダイジェスト』と同じ緑のボードを使用。前年は見合わせていた、写真や飾り物の受付が復活した。
- 2013年は、従来までのチバテレ本社からの放送ではなく、千葉都市モノレール千葉駅2階のイベントスペースからの公開生放送を行う。

## 放送時間
- 2010年まで：高校野球開催期間中の18:15-18:45（30分）

全試合が中止になった場合はちば美彩・おんナビ等の穴埋め番組を放送
- 2011年：高校野球開催期間中の18:30-18:50（20分）

当年がチバテレ開局40周年であり、記念番組として『チュバチュバワンダーランド』の15分版を18:15-18:30に編成するため、例年とは異なっている（金曜は『CLOCK15』・土曜は『熱血BO-SO TV』を放送）
- 2012年：高校野球開催期間中の18:30-18:55（25分）
- 2013年
  - 通常：18:30-18:55（アニメ再放送は中止。日曜18時台の『浅草お茶の間寄席』は19:00-19:55に移動し、『熱血BO-SO TV』の再放送を休止。）
  - 土曜：19:15-19:40（18時台は『熱血BO-SO TV』放送のため。19:00-19:15は『高校野球ダイジェスト』の放送のために移動した『ウィークリー千葉県』を放送。土曜19時台の『浅草お茶の間寄席』の再放送は休止。）

開催期間中は通常の編成で行われているアニメ・情報番組などの再放送を休止する。

## 関連番組
- 高校野球ダイジェスト - 大会期間中の深夜帯前に放送されるダイジェスト番組（かつてのキャスターである上原風馬が出演）
- 高校野球全力応援TV ガチファン（2014年放送開始の、当番組の後継番組）